# Александрович, Александр Юрьевич
Александр Юрьевич Александрович (бел. Аляксандр Юр'евіч Александровіч; род. 6 июля 1997, Paŭlavičy, Витебская область) — белорусский футболист, полузащитник могилёвского «Днепра».

## Клубная карьера
Воспитанник витебской ДЮСШ «Комсомолец» и поставской академии ПМЦ. В 2015 году начал выступать за дубль «Витебска». После того, как в июле 2015 года «Витебск» возглавил бывший тренер дубля Сергей Ясинский, стал привлекаться и к основной команде. 8 августа 2015 года дебютировал в Высшей лиге, выйдя на замену на 65-й минуте матча против «Белшины» (1:1). В дальнейшем продолжал появляться на поле в основной команде, всего в сезоне 2015 провел восемь матчей в Высшей лиге и четыре – в Кубке Беларуси.
Начало сезона 2016 пропустил из-за травмы. Вернулся на поле в июне, однако выступал в основном за дубль, за основную команду провёл четыре матча (два — в чемпионате и два — в Кубке). Сезон 2017 пропустил полностью из-за травмы. В 2018 году вернулся на поле, в основном выступая за дубль. В августе 2018 года был отдан в аренду в «Оршу». По окончании сезона 2018 вернулся в «Витебск», однако в апреле 2019 года вновь был арендован «Оршей». В сезоне 2019 был прочным игроком основы. В декабре 2019 года вернулся из аренды в «Витебск».
В начале 2020 года тренировался с «Витебском». Позднее присоединился к «Смолевичам», подписав в марте полноценный контракт. В составе смолевичской команды в основном был игроком запаса, привлекался в дублирующую команду. В декабре 2020 года покинул «Смолевичи».
В январе 2021 года стал игроком российского клуба «Тверь» из третьего дивизиона. 1 апреля дебютировал за клуб в матче против владимирского «Торпедо» (2:0), выйдя на замену Юрию Петровскому на 86-й минуте матча. Всего в «Твери» провёл два сезона, сыграв в 26 матчах и забив один гол.
В августе 2022 года перешёл в бобруйскую «Белшину». Преимущественно выходил на замену, играл за дубль. В декабре покинул клуб. В июле 2023 года присоединился к могилёвскому «Днепру». По итогам сезона забил один год и отличился тремя голевыми передачами в 20 матчах за клуб. В декабре продлил контракт с командой до конца 2024 года.
В июле 2023 года стал игроком могилевского «Днепра». В декабре 2023 года он продлил контракт с клубом.

## Международная карьера
В 2014 году провёл четыре матча за юношескую сборную Беларуси в рамках «Кубка Развития-2014», по результатам которого сборная заняла второе место. В 2015 году сыграл один матч за юниорскую сборную Беларуси в квалификационном раунде чемпионата Европы против Сан-Марино (6:1).

## Статистика выступлений

### Клубная статистика
| Выступление      | Выступление      | Выступление      | Чемпионат | Чемпионат | Кубки | Кубки | Еврокубки | Еврокубки | Итого | Итого |
| Клуб             | Лига             | Сезон            | Игры      | Голы      | Игры  | Голы  | Игры      | Голы      | Игры  | Голы  |
| ---------------- | ---------------- | ---------------- | --------- | --------- | ----- | ----- | --------- | --------- | ----- | ----- |
| Витебск          | Высшая лига      | 2015             | 8         | 0         | 4     | 1     | 0         | 0         | 12    | 1     |
| Витебск          | Высшая лига      | 2016             | 2         | 0         | 2     | 0     | 0         | 0         | 4     | 0     |
| Витебск          | Высшая лига      | 2017             | 0         | 0         | 0     | 0     | 0         | 0         | 0     | 0     |
| Витебск          | Высшая лига      | 2018             | 3         | 0         | 1     | 0     | 0         | 0         | 4     | 0     |
| Витебск          | Итого            | Итого            | 13        | 0         | 7     | 1     | 0         | 0         | 20    | 1     |
| → Орша           | Первая лига      | 2018             | 7         | 0         | 0     | 0     | 0         | 0         | 7     | 0     |
| → Орша           | Первая лига      | 2019             | 26        | 1         | 1     | 0     | 0         | 0         | 27    | 1     |
| → Орша           | Итого            | Итого            | 33        | 1         | 1     | 0     | 0         | 0         | 34    | 1     |
| Смолевичи        | Высшая лига      | 2020             | 19        | 0         | 1     | 0     | 0         | 0         | 20    | 0     |
| Смолевичи        | Итого            | Итого            | 19        | 0         | 1     | 0     | 0         | 0         | 20    | 0     |
| Тверь            | Вторая лига      | 2020/21          | 7         | 1         | 0     | 0     | 0         | 0         | 7     | 1     |
| Тверь            | Вторая лига      | 2021/22          | 18        | 0         | 1     | 0     | 0         | 0         | 19    | 0     |
| Тверь            | Итого            | Итого            | 25        | 1         | 1     | 0     | 0         | 0         | 26    | 1     |
| Белшина          | Высшая лига      | 2022             | 12        | 0         | 1     | 0     | 0         | 0         | 13    | 0     |
| Белшина          | Итого            | Итого            | 12        | 0         | 1     | 0     | 0         | 0         | 13    | 0     |
| Днепр-Могилёв    | Первая лига      | 2023             | 18        | 1         | 2     | 0     | 0         | 0         | 20    | 1     |
| Днепр-Могилёв    | Итого            | Итого            | 18        | 1         | 2     | 0     | 0         | 0         | 20    | 1     |
| Всего за карьеру | Всего за карьеру | Всего за карьеру | 120       | 3         | 13    | 1     | 0         | 0         | 133   | 4     |

1. ↑  Кубок Беларуси.